# Tsiamalao
Tsiamalao is een plaats en commune in het noorden van Madagaskar, behorend tot het district Befandriana-Avaratra, dat gelegen is in de regio Sofia. Tijdens een volkstelling in 2001 telde de plaats 21.000 inwoners.
De plaats biedt naast lager onderwijs ook middelbaar onderwijs aan. 95 % van de bevolking werkt als landbouwer. Het belangrijkste landbouwproduct is rijst; andere belangrijke producten zijn mais en maniok. Verder is 5% actief in de dienstensector.